# Rudno nad Hronom
Rudno nad Hronom je obec v okrese Žarnovica v Banskobystrickém kraji na Slovensku. K 31. prosinci 2015 zde žilo 517 obyvatel.[zdroj?]

## Geografie
Obec Rudno nad Hronom se nachází v Banskobystrickém kraji v okrese Žarnovica v nadmořské výšce 220 m n. m. Katastrální území obce sousedí s pěti obcemi: sever – Žarnovica, severovýchod – Voznica, severozápad – Nová Baňa, jihozápad – Brehy (všechny okres Žarnovica), jihovýchod – Uhliská (Nitriansky kraj, okres Levice). Přes katastrální území obce protéká řeka Hron, do níž vtékají Rudnianský potok, Mokráň a další menší vodní toky.
Katastr obce se rozkládá ve třech geomorfologických celcích: Štiavnické vrchy, Vtáčnik a Žiarská kotlina. Většina území se rozprostírá v CHKO Štiavnické vrchy. Nejvyšším bodem katastru je vrch Velký Žiar (855,8 m n. m.), nejnižším hladina Hrona (okolo 200 m n. m.). Celé katastrální území je většinou hornaté, vulkanického (sopečného) původu. Horninové podloží tvoří zejména třetihorní sopečné horniny jako andezit, ryolit a jejich tufy. V oblasti, kterou protékají vodní toky, jsou to čtvrtohorní štěrkové a písčité sedimenty.

### Rudnianský vodopád
Zajímavostí je chráněná přírodní památka Rudnianský vodopád. Rudnianský vodopád je jediným vodopádem v CHKO Štiavnické vrchy. Je vysoký asi 4 m a vznikl při tektonickém zlomu geologického podloží, tvořeného sopečnými horninami – andezity. Tvoří ho několik proudů, obtékajících skálu, které v zimě vytvářejí ledovou výzdobu. V roce 1995 byl prohlášen za přírodní památku. Nachází se na horním toku Rudnianského potoka, který protéká obcemi Uhliská a Rudno nad Hronom, asi 5 km nad obcí Rudno nad Hronom v katastrálním území obce Uhliská.

## Historie
První písemná zmínka pochází z roku 1147, kdy se zde podle monografie Tekovské župy usadil jeden oddíl křižáků. Jméno dostala obec podle rudy, kterou zde byla ještě před jeho založením objevena. V latinských archivních listinách se vzpomíná pod jménem Rwdna nebo Rudna a v německých pod jménem Rudein či Rudeyn. Obyvatelé okolních slovenských obcí mu dali jméno Rudnuo a Maďaři Ó-Rudno (Tekovské Rudno) nebo Garam-Rudno (Hronské Rudno).

## Kulturní památky
Římskokatolický kostel svatého Emericha stojí na kopci nad Hronem. Postaven byl v klasicistním stylu v letech 1802–1803. Jeho rozměry jsou: délka 21 m, šířka 9,30 m, výška 9 m. Svatyně je obdélníková, zaklenuta zrcadlovou klenbou. Vítězný oblouk je elipsovitý. Loď má dřevěnou půdu, opatřenou štukatérovou omítkou. Hlavní oltář je empírový, pod chórem je umístěn obraz Panny Marie Sedmibolestné. Věž byla postavena až v roce 1887, její průčelní fasáda má novogotickou formu. Při stavbě nynějšího kostela byla v základech objevena listina, podle níž na tomto místě stával dřevěný kostel, který Turci v roce 1664 zničili: Vytáhli věřící z milodarů vlastních i posbíraných po širém kraji a v roce 1675 vystavěli nový zděný kostel.[zdroj?]
Kaple srdce Panny Marie stojí na Kalvárii nad obcí. Byla postavena v letech 1899–1900. Poslední rekonstrukcí prošla v roce 2005. V letních měsících se zde konají mše každou první sobotu v měsíci.
Kapli svatého Jáchyma a Svaté Anny byla postavena v 19. století v horní části obce. V roce 1936 byla zrenovována. Kaple byla obnovena vícekrát, naposledy v roce 2007, kdy byla nově vymalována, byla na ni umístěna nová vížka a byl do ní umístěn také nový oltář. Původně byla kaple zasvěcena apoštolu svatému Filipovi a Svaté Anně, matce Panny Marie. Každoročně se zde na svátek jejích patronů koná pouť.